# Liberalerna
Liberalerna (tidligere Folkpartiet og Folkpartiet liberalerna) er et svensk politisk parti, stiftet i sin nuværende form i 1934, men partiet har sine rødder i Frisinnade landsföreningen som blev grundlagt i 1902, men var i mange år frem til 2015 bedst kendt som Folkpartiet. Partiet definerer liberalismen og særligt socialliberalismen som sin ideologi. Partiet deltog sidst i den borgerlige svenske flerpartiregering i 2006-14 under Moderaternes partiformand Fredrik Reinfeldt som statsminister. Her var den liberale partileder Jan Björklund undervisningsminister og fra 2010, da Liberalerna blev det næststørste parti i regeringen, vicestatsminister.
I marts 2021 bekendtgjorde man, at partiet sigter efter en borgerlig regering med støtte fra Sverigedemokraterne.

## Liberalernas forgængere
Liberalerna har rødder tilbage i 1700-tallet, hvor den finlandssvenske præst, filosof og politiker Anders Chydenius (1729–1803) var fortaler for liberale ideer.
Chydenius virkede for afskaffelse af handelsmonopoler. I 1766 fik han indført verdens første lov om trykkefrihed og anerkendt princippet om offentlighed i forvaltningen. Desuden arbejdede han for sociale reformer til gavn for den fattige landalmue i Sverige og Finland.
I året 1809 opstod verdens første liberale parti i den svenske rigsdag. Partiet fik kun en kort levetid, men da rigsdagen netop dette år skulle vælge en ny konge og revidere grundloven, fik de liberale alligevel stor indflydelse. De liberale fik genindført trykkefriheden. Desuden fik de indført verdens første embede som ombudsmand.
Omkring år 1900 blev de liberale ideer forfægtet af forskellige frisindede og liberale partier. Disse partiers kernevælgere var frikirkefolk på landet samt liberale i byerne. Det var frikirkefolkene og de liberale, der fik den svenske militærnægterlov vedtaget i 1909.